# 존 F. 케네디 센터

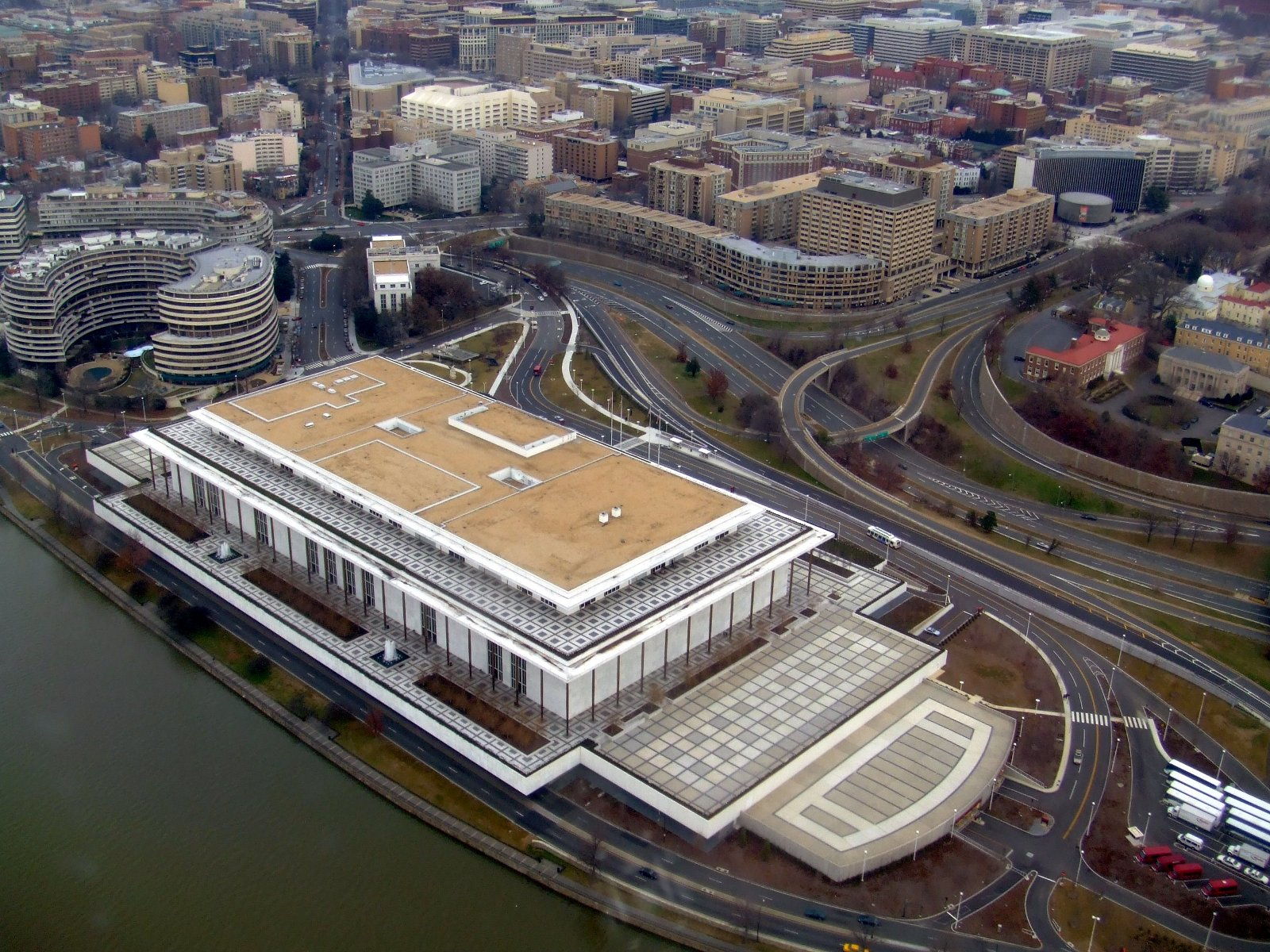
존 F. 케네디 센터

존 F. 케네디 센터(영어: John F. Kennedy Center)는 미국 워싱턴 D.C.의 포토맥 강 기슭에 있는 종합 문화 시설이다.